# Идући својим путем
Идући својим путем (енгл. Going My Way) је амерички хумористичко-драмски мјузикл филм из 1944. године, режисера Леа Макерија, са Бингом Крозбијем и Беријем Фицџералдом у главним улогама. Написан од стране Френка Батлера и Френка Кејвета према Макеријевој причи, филм говори о новом младом свештенику који преузима парохију од старог ветерана.
Крозби пева пет песама са осталим песмама које на екрану изводе звезда мецосопрана Рисе Стивенс из Метрополитен опере и Хор дечака Роберта Мичела. Наставак, Звона Богородичине школе, премијерно је приказан наредне године.
Био је најуспешнији филм по заради 1944. године и био је номинована за десет Оскара, освојивши седам, укључујући и Оскара за најбољи филм. Тај успех је помогао да се приказивачи филмова натерају да изаберу Крозбија као највећи магнет за благајне те године, рекорд који ће држати до краја 1940-их. После Другог светског рата, Крозби и Макери поклонили су копију филма папи Пију XII у Ватикану.

## Радња
Отац Чарлс „Чак” О'Мали, свештеник из Ист Сент Луиса, премештен је у цркву Светог Доминика у Њујорку.
Првог дана, његов неконвенционални стил га доводи у серију незгода; његов неформални изглед и став остављају лош утисак на старијег пастора, оца Фицгибона. Веома традиционалног Фицгибона додатно одвраћају О'Малијеве рекреативне навике – посебно његово играње голфа – и његово пријатељство са још лежернијим оцем Тимијем О'Даудом. О'Мали открива да га је бискуп заправо послао да преузме контролу над парохијским пословима, при чему би Фицгибон остао као пастор. Да би поштедео Фицгибона овог сазнања, О'Мали се понаша као да је једноставно његов помоћник.
Разлика између О'Малијевог и Фицгибоновог стила је очигледна јер се баве догађајима као што су исељени парохијани и млада жена по имену Керол Џејмс која је побегла од куће. Највећа разлика настаје у њиховом опхођењу са црквеном омладином, од којих многи стално упадају у проблеме са законом у банди коју предводи Тони Скапони. Фицгибон је склон да не обраћа много пажње на ово, приклањајући се дечацима због њиховог честог одласка у цркву. О'Мали настоји да продре у животе дечака, спријатељивши се са Тонијем и на крају убеђује дечаке да постану црквени хор.
Бука хора приликом проба нервира Фицгибона, који одлази код бискупа и тражи да се О'Мали премести. У току разговора, Фицгибон наслућује намеру бискупа да О'Малија стави на чело парохије. Да би избегао непријатну ситуацију, Фицгибон тражи од бискупа да постави О'Малија на чело, а затим, помирен са судбином, обавештава О'Малија о његовој новој улози. Узнемирени Фицгибон одлази у олуји, враћајући се касно те ноћи. О'Мали ставља старијег свештеника у кревет и њих двојица почињу да се повезују. Они разговарају о Фицгибоновој дуго одлаганој жељи да оде у Ирску и посети своју мајку, која сада има више од 90 година. О'Мали успављује Фицгибона уз ирску успаванку „Too Ra Loo Ra Loo Ral”.
О'Мали наилази на Џени Тафел, стару девојку коју је напустио да би се придружио свештенству. Џени сада има успешну каријеру у Метрополитен опери, наступајући под уметничким именом Женевјев Линден. Док се спрема да изађе на сцену као главна улога у извођењу Кармен, њих двоје разговарају о својој прошлости, а она сазнаје да су њена светска путовања са претходном оперском трупом довела до тога да је пропустила његово писмо у којем је објаснио да је ступио у свештенство.
О'Мали затим посећује Керол, сада осумњичену да живи у греху са Тедом Хејнсом Млађим, сином носиоца црквине хипотеке. О'Мали описује младом пару свој животни позив, да следи радосну страну религије и наводи друге да учине исто, певајући своју композицију „Going My Way”. Када се Хејнс Млађи касније суочи са својим оцем, открива му да су се он и Керол венчали, као и да се придружио ратном ваздухопловству.
Џени посећује О'Малија у цркви, види дечачки хор и чита нотне записе песме „Going My Way”. Она, О'Мали и О'Дауд смишљају план да изнајме Метрополитен, натерају хор да је изведе са пуним оркестром, а затим продају права на песму, спасавајући цркву од финансијских невоља. Када Макс Долан, музички директор који је доведен да би послушао песму не верује да ће се продати, хор одлучује да максимално искористи своју прилику на великој сцени и пева „Swinging on a Star”. Долан је чује и одлучује да је купи, обезбеђујући довољно новца за отплату црквене хипотеке.
Пошто је све решено, О'Мали је премештен на нову локацију; О'Дауд ће бити Фицгибонов нови асистент, а Тони ће сада водити хор. Међутим, црква је оштећена у великом пожару. На Бадње вече, парохијани се окупљају у привременој цркви на миси која служи и као О'Малијев испраћај. О'Мали је послао по Фицгибонову мајку из Ирске као гест на растанку. Док се мајка и син грле први пут после 45 година, хор пева „Too-ra-loo-ra-loo-ral”, док отац О'Мали тихо измиче у ноћ.

## Улоге
| Глумац                  | Улога                   |
| ----------------------- | ----------------------- |
| Бинг Крозби             | отац Чарлс „Чак” О’Мали |
| Бери Фицџералд          | отац Фицгибон           |
| Френк Макхју            | отац Тимоти О’Дауд      |
| Џејмс Браун             | Тед Хејнс Млађи         |
| Џин Локхарт             | Тед Хејнс Старији       |
| Џин Хедер               | Керол Џејмс             |
| Стенли Клементс         | Тони Скапони            |
| Рисе Стивенс            | Џени Тафел              |
| Вилијам Фроули          | Макс Долан              |
| Портер Хол              | господин Белкнап        |
| Фортунио Бонанова       | Томасо Бозани           |
| Ејли Мелион             | госпођа Кармоди         |
| Аделин де Волт Рејнолдс | Моли Фицгибон           |

## Пријем
Према Бозлију Кроутеру у Њујорк Тајмсу, филм је био „најбољи“ у Крозбијевој каријери, што „много говори за извођача који је био једна од најсталнијих радости на екрану. Али, у овом филму Лиа Макерија... он је дефинитивно пронашао своју најјачу улогу до сада.“ Кроутер је, међутим, критиковао дужину филма док је хвалио Крозбија и написао да га је „невероватно подржао Бери Фицџералд, који игра једног од најтоплијих ликова које је екран икада познавао. У ствари, окрутно је рећи да је ово шоу господина Крозбија. То је његов и господина Фицџералда заједно. И чине га једним од ретких ужитака године.“
Variety се похвално изразио о филму, рекавши: „Бинг Крозби добија скројену улогу у филму Идући својим путем, и уз велику помоћ Берија Фицџералда и Рисе Стивенс, солидно кликће да пружи врхунску забаву за широку публику. Слика ће погодити велики посао на свим резервацијама. Интимне сцене између Крозбија и Фицџералда доминирају свуда, а обе пружају углађене карактеризације... Крозбијеве песме укључују три нове песме Џонија Берка и Џејмса Ван Хојзена.

## Адаптације
Идући својим путем је адаптиран као радијска представа за емитовање The Screen Guild Theater 8. јануара 1945. са Бингом Крозбијем, Беријем Фицџералдом и Полом Лукасом у главним улогама. Такође је адаптиран за емисију Lux Radio Theatre од 3. маја 1954. са Беријем Фицџералдом.
Филм је такође инспирисао истоимену једночасовну комичну драму током телевизијске сезоне 1962/63. у којој је Џин Кели глумио у улози оца О’Малија. Серија је емитована на ABC једну сезону од 30 епизода.